# Amilia Spicer
Amilia Spicer es una cantante de origen estadounidense.
 Like in Engine es el lbum debut de Spicer (1999), es una mezcla ecléctica, de gran alcance de las frases sensuales, husky. La producción es escasa. No es exactamente un registro popular, no obstante ha creado un gran entusiasmo en la comunidad composición, Ganóvarios premios, se escuchó en cuatro largometrajes, y lo más importante, le dio espacio para desafiar categorización.
Seamless (2003) es la producción con más fuerza, y los invitados especiales como Jinsoo Lim (Macy Gray) agregar textura y profundidad a lo largo. Pero eso no significa que su etereidad inquietante se pierde en las pistas. En la raíz de toda la ronquera y la melancolía es Spicer y su piano.
Aunque Amilia puede ser más conocido por sus obras más poéticas, sus shows en vivo son realmente donde brilla —se llega a ver todas las capas que coexisten allí en el escenario—. Allí, después de las letras cerebrales y simas profundas dejadas por la última línea, apenas audible, se invita a la banda y revela una peculiar y desenfadado humor, ya sea por sus historias de andar por casa o sus cancioncillas la izquierda del centro. El caso en cuestión —su oda a Jo Jo— el traidor filosófico que trata de bloquear el local de reunión Elks Club por las astas pegado en la cabeza. Mientras el público se une a cantar "hi ho para Jo Jo", se obtiene la idea de que Amilia de comerse el mundo es realmente original. Ejecución de su sello discográfico indie de un pequeño apartamento de Hollywood, vive Spicer por el mantra "No Fence Me In". De susurro a llorar, no es más que una actitud poco menos que la tapa de base a menudo gastado pelota.

## Discografía
- Like in Engine (1999)
- Seamless (2003)
- Wow and Flutter (2011)